# Hawaii Five-O (sèrie de televisió de 1968)
Hawaii Five-O (literalment en català "Hawaii Cinc-O") és una sèrie de televisió estatunidenca de crim i drama produïda per CBS (Columbia Broadcasting System) i creada per Leonard Freeman. Ambientada a Hawaii, se’n van emetre 12 temporades d'entre 20 i 24 capítols entre el 1968 i el 1980. La transmissió de l'últim episodi de la sèrie va ser el drama policíac més llarg de la televisió estatunidenca.

## Sinopsi
Hawaii Five-O tracta d'una unitat especial de la policia estatal dirigida pel detectiu Steve McGarrett i que només respon al governador de Hawaii. Treballa amb la policia de Honolulu per combatre els crims de les illes.
La unitat especial investiguen delictes que van des del terrorisme fins al segrest. A McGarrett li assignan un company, el detectiu Danny Williams que acaba de ser traslladat de Nova Jersey. L'equip es completa amb un amic de l'escola de secundària, Chin Ho Kelly i el seu cosí Kono Kalakaua, un policia novell.

## Repartiment
- Jack Lord: interpreta a Steve McGarrett. Va ser especialment conegut quan va aparèixer a la sèrie Hawaii Five-O. Va participar en moltes pel·lícules com The Court Martial of Billy Mitchell, Tip on a Dead Jockey o God's Little Acre. També va interpretar al personatge Felix Leiter de la pel·lícula de James Bond Agent 007 contra el Dr. No.[2]
- James MacArthur: interpreta a Danny. Va ser conegut per interpretar a Danny a la sèrie Hawaii Five-O. Va aparèixer per primera vegada al món de la televisió amb 18 anys, a l'episodi “Deal a Blow” de la sèrie Climax! També ha participat a pel·lícules com 'Swiss Family Robinson i The Young Stranger.[3]
- Kam Fong Chun: interpreta a Chin Ho Kelly. Kam Fong Chun abans d'aparèixer a la televisió va estar treballant de policia durant 16 anys. Mentres exercia de policia va participar en la película “Ghost of the China Sea”. Després es va retirar de la policia i va estar actuant en teatres. Va seguir fent altres obres però va ser Hawaii Five-O que l'ha convertit en part de la història de la televisió.[4]
- Gilbert Lani Kauhi: Interpreta a Kono Kalakaua, el cosí de Chin Ho Kelly. Va marxar després de quatre temporades ja que, estava frustrat per la imatge “muda hawaiana” que projectava el seu personatge, també va ser pels conflictes i la mala relació que tenia amb Jack Lord fora de càmeras.[5]
- Richard Denning: interpreta al Governador Paul Jameson. Va ser conegut pels seus papers en diverses pel·lícules de ciència-ficció i terror de la dècada del 1950. Va fer pel·lícules com: The Flying Doctor, Ding Howe and the Flying Tigers o The Bowery Bishop. Més tard va aparèixer a Hawaii Five-O.[6]

## Banda sonora
La banda sonora va ser composta per Morton Stevens, i interpretada pel grup de rock The Ventures. El disc va sortir a la venda l'any 1969, un any després de l'estrena de la sèrie. Va aconseguir el lloc número 11 a la llista Billboard d'aquell any. És la llista que classifica les 100 cançons i àlbums més populars en diverses categories.
The Ventures és el grup instrumental que més discs ha venut a tot el món, amb més de 100 milions d'àlbums.

## Remake
Al setembre del 2010, 42 anys després de l'estrena de la sèrie, es va fer el remake que manté la mateixa essència, els mateixos personatges principals, les mateixes localitzacions i la mateixa banda sonora. Ha aconseguit més de 19 milions d'espectadors.
La trama del remake és una mica diferent. Comença quan Steve McGarrett torna a Honolulu per investigar l'assassinat del seu pare. Col·labora amb la governadora de l'estat i amb la policia, i la confrontació que té al principi de la sèrie amb el detectiu Danny Williams li farà canviar d'opinió. També incorporarà a la investigació a l'ex policia Chin Ho Kelly i la policia novella Kono Kalakaua. Els personatges principals són els mateixos. L'únic canvi que hi ha hagut ha sigut que Kono és interpretada per una dona.
S'han canviat algunes coses com per exemple, al remake els personatges són més interessants, ja que tots els membres de l'equip Five-0 tenen una història personal i junts formen una família on s'ajuden entre ells, McGarrett es el líder però sense els seus companys va perdut i, per tant, sense el treball en equip no arriben enlloc. En canvi a la sèrie original era més un exèrcit, McGarrett era el líder i els altres els socis que l'ajudaven i actuaven sota les seves ordres.